# 134 Tauri
134 Tauri, som är stjärnans Flamsteed-beteckning, är en ensam stjärna belägen i den västra delen av stjärnbilden Oxen. Den har en skenbar magnitud på ca 4,89 och är svagt synlig för blotta ögat där ljusföroreningar ej förekommer. Baserat på parallaxmätning inom Hipparcosuppdraget på ca 13,1 mas, beräknas den befinna sig på ett avstånd på ca 249 ljusår (ca 76 parsek) från solen. Den rör sig bort från solen med en heliocentrisk radialhastighet av ca 21 km/s.

## Egenskaper
134 Tauri är en blå till vit underjättestjärna av spektralklass B9 IV, som förbrukat förrådet av väte i dess kärna och utvecklas bort från huvudserien. Den har en massa som är ca 3 solmassor, en radie som är ca 3,3 solradier och utsänder ca 78 gånger mera energi än solen från dess fotosfär vid en effektiv temperatur på ca 11 200 K.